# フランク・チャーチル
フランク・チャーチル（Frank Churchill、1901年10月20日 - 1942年5月14日）は、アメリカ合衆国の作曲家。ポピュラー音楽や映画音楽など商業音楽の分野で活躍した。「口笛ふいて働こう」や「ハイ・ホー」、「いつか王子様が」といった挿入歌を含めて、ディズニーのアニメ映画『白雪姫と七人の小人』の音楽の大半を手懸けた。とりわけ「いつか王子様が」は、オスカー・ピーターソンやマイルス・デイヴィス、デイヴ・ブルーベックらに取り上げられ、ジャズ・ミュージシャンの定番に定着している。

## 略歴
15歳のとき映画館でピアノを弾くことから音楽活動に入る。音楽活動を究めるためにカリフォルニア大学ロサンゼルス校医学部を中退、1924年にロサンジェルスのAM放送局KNXに入社し、伴奏者となる。1930年にディズニー・スタジオに入社し、多くのアニメ短編の映画音楽を担当した。1942年5月14日に、カリフォルニア州北部カスタイックにある自宅の農場で、拳銃を用いて自らの生涯を閉じた。遺作となった『バンビ』の映画音楽に関して、ウォルト・ディズニーとの否定的な議論の末に、自殺に至ったと推測されるものの、親友2人の死や、1942年にディズニー・オーケストラの団員が他界したことが引き金となり、アルコール依存の悪化や重度のうつ病のせいで自殺を遂げた可能性もある。

## 製作に携わった作品
| アメリカ公開年 日本公開年 | 日本語題 原題                                         | 担当 | 備考                                      |
| ------------------------- | ----------------------------------------------------- | ---- | ----------------------------------------- |
| 1933年                    | 三匹の子ぶた Three Little Pigs                        | 音楽 |                                           |
| 1934年                    | ミッキーのガリバー旅行記 Gulliver Mickey              | 音楽 |                                           |
| 1934年                    | ミッキーの芝居見物 Orphan's Benefit、Orphans' Benefit | 音楽 | 1941年のリメイク版も担当                  |
| 1935年                    | ミッキーの漂流記 Mickey's Man Friday                  | 音楽 |                                           |
| 1936年                    | ミッキーの夢物語 Thru the Mirror                      | 音楽 | リー・ハーライン、ポール・J・スミスと共同 |
| 1936年                    | ドナルドの磁石騒動 Donald and Pluto                   | 音楽 |                                           |
| 1937年 1950年             | 白雪姫 Snow White and the Seven Dwarfs                | 音楽 | リー・ハーライン、ポール・J・スミスと共同 |
| 1941年                    | リラクタント・ドラゴン The Reluctant Dragon           | 音楽 |                                           |
| 1941年 1954年             | ダンボ Dumbo                                          | 音楽 | オリバー・ウォレスと共同                  |
| 1942年 1951年             | バンビ Bambi                                          | 音楽 | エドワード・H・プラムと共同               |

## 作曲した主題歌
- 「狼なんかこわくない」
- 「私の赤ちゃん」ネッド・ワシントン作詞
- 「愛の歌声」ラリー・モーリー作詞

## 受賞歴
- 1941年 - アカデミー作曲賞受賞。
- 1941年 - アカデミー歌曲賞ノミネート・